# Slöjdhuset

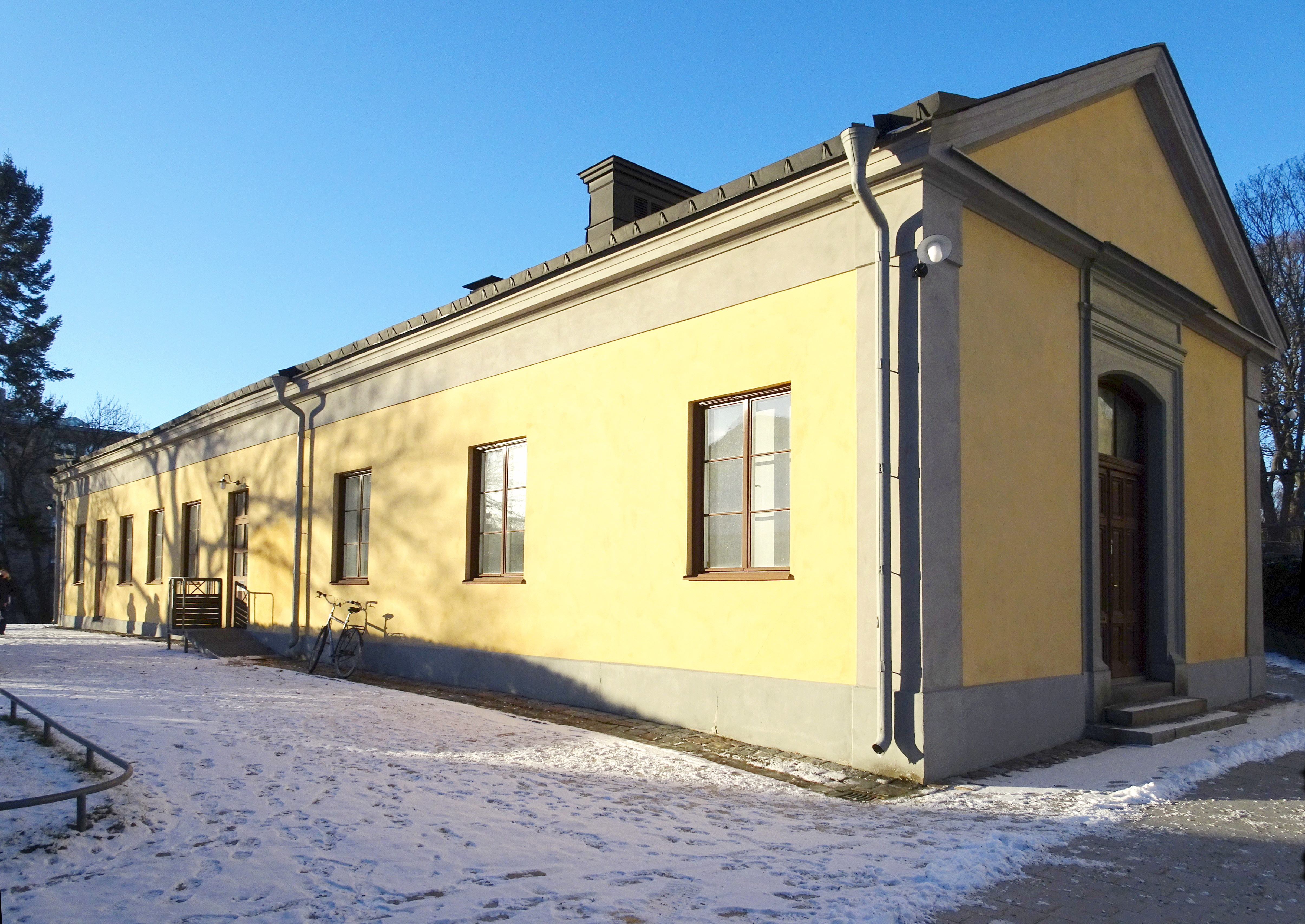
Slöjdhuset i januari 2019.

Slöjdhuset kallas en kulturhistoriskt värdefull byggnad i kvarteret Grötlunken vid Eastmansvägen 32–34 i stadsdelen Vasastaden i Stockholm. Byggnaden ägs av AB Stadsholmen och är grönmärkt av Stadsmuseet i Stockholm, vilket innebär "att bebyggelsen bedöms vara särskilt värdefull från historisk, kulturhistorisk, miljömässig eller konstnärlig synpunkt".

## Byggnadsbeskrivning

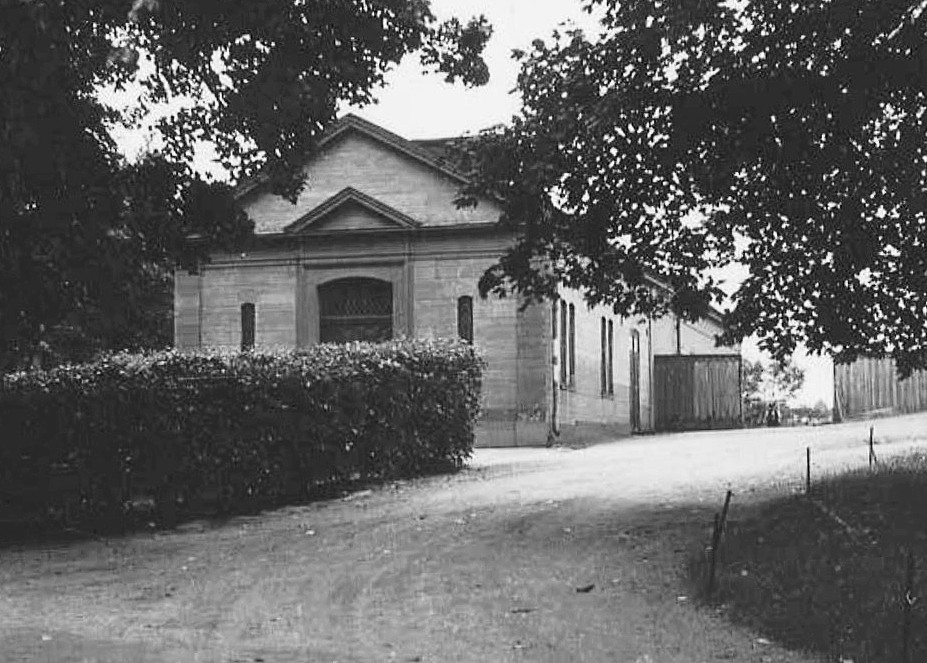
Slöjdhuset 1937.

Det så kallade Slöjdhuset ligger bakom (norr om) Sabbatsbergs kyrka och är en av de få kvarvarande byggnaderna från den tiden då fattigvård bedrevs på Sabbatsberg. Namnet Sabbatsberg kommer från vinskänken Valentin Sabbath som 1709 köpte södra delen av Rörstrands ägor och drev där ett värdshus och anlade karpdammar.
Slöjdhuset uppfördes 1849 som ekonomibyggnad. Byggherre var direktionen för Sabbatsbergs fattighus församling som 1751 köpte fastigheten Sabbatsberg, arkitekten är okänd. Ursprungligen hade huset åtta dörrar i södra långväggen som ledde till utrymmen som mangelbod, stall, vagnshus, rum för likvagn, fähus, utedass samt vedbodar för anstaltens direktör, pastor och matbespisning. I östra gaveln anordnades senare en större port som ledde till ett gravkapell med bårhus vilka kom till vid en ombyggnad 1884. Gravkapellet ersatte då ett kapell som revs när Klaragasverkets femte gasklocka byggdes där fattigvården hade sin kyrkogård.
Ovanför entréporten fanns en tympanon och till höger och vänster smala fönsteröppningar som man kan se på ett fotografi från 1937. De är numera borttagna, likaså dörrarna på långsidan med undantag av en. Under andra hälften av 1900-talet började byggnaden användas som slöjdlokaler för den omvårdnadsverksamheten som Stockholms läns landsting inrättade här och byggnaden fick sitt nuvarande namn Slöjdhuset. 
År 2010 övertogs Slöjdhuset av AB Stadsholmen som äger och förvaltar stadens äldre byggnader. Sedan 2018 hyrs Slöjdhusets lokaler av Vetenskapsjournalisterna i Stockholm. En frilansgrupp med journalister, fotografer, grafiska formgivare, illustratörer och författare.

## Andra historiska byggnader i området (urval)
- Katarinahuset
- Klarahuset
- Nicolaihuset
- Valentinhuset
- Johanneshuset
- Adolf Fredrikshuset